# Søndag (film)
 For alternative betydninger, se Søndag (flertydig). (Se også artikler, som begynder med Søndag)
Søndag er en dansk kortfilm fra 2012 instrueret af Kasper Dahl Andersen efter eget manuskript.

## Handling
Esben nyder en dejlig forårs søndag med kæresten i deres nye lejlighed, da hans bror pludselig kommer på besøg og bringer virkeligheden med sig.